# Agrij (gmina)
Agrij – gmina w Rumunii, w okręgu Sălaj. Obejmuje miejscowości Agrij i Răstolțu Deșert. W 2011 roku liczyła 1370 mieszkańców.